# Боргхольм
Боргхольм (швед. Borgholm) — город и центр коммуны Боргхольм в лене Кальмар, Швеция. На 2010 год в городе проживали 3 071 житель. Он расположен на острове Эланд в Балтийском море.
Боргхольм — один из исторических городов королевства с бывшим городским статусом «стад» (город). Город наиболее известен благодаря своей некогда блистательной крепости, которая сегодня находится в руинах. Несмотря на свое небольшое население, Боргхольм в силу исторических причин часто называется «стадом» (городом). Статистическое управление Швеции, однако, признает «стадами» (городами) населенные пункты с населением от 10 000 человек и более.

## География

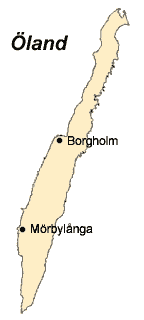
Города острова Эланд

Город расположен примерно в 20 км к северу от Эландского моста, который соединяет остров с городом Кальмар на континенте.

## История

Герб Боргхольма

Боргхольм — главный город острова Эланд, однако он до сих пор один из самых маленьких городов Швеции. Город получил хартию в 1816 году и стал спа-курортом в тени руин некогда могущественного Боргхольмского замка, который сгорел при пожаре 1806 года. Замок был настолько важным и красивым, что его изображение попало на герб города, а его руины сегодня — самая известная достопримечательность в коммуне, возможно на всем острове Эланд. Южнее замка расположено поместье Halltorp, историческое королевское поместье, связанное с Боргхольмским замком.
Город является центром северного Эланда и в летние месяцы — один из самых популярных курортов в Швеции.
Боргхольмсий замок имеет несколько современных филиалов за пределами города. Шведская королевская семья владеет официальной летней резиденцией в Solliden Palace в нескольких километрах от центра города. День рождения кронпринцессы Виктории ежегодно отмечается 14 июля на спортивных полях Боргхольма.

## Окружающая среда
В окрестностях Боргхольма можно наблюдать небольшие сдвиги геологической формации Stora Alvaret, что влияет на выходящие на поверхность залежи известняка. На острове обитают редкие виды бабочек и полевых цветом, некоторые из которых являются эндемиками Эланда.

## Галерея

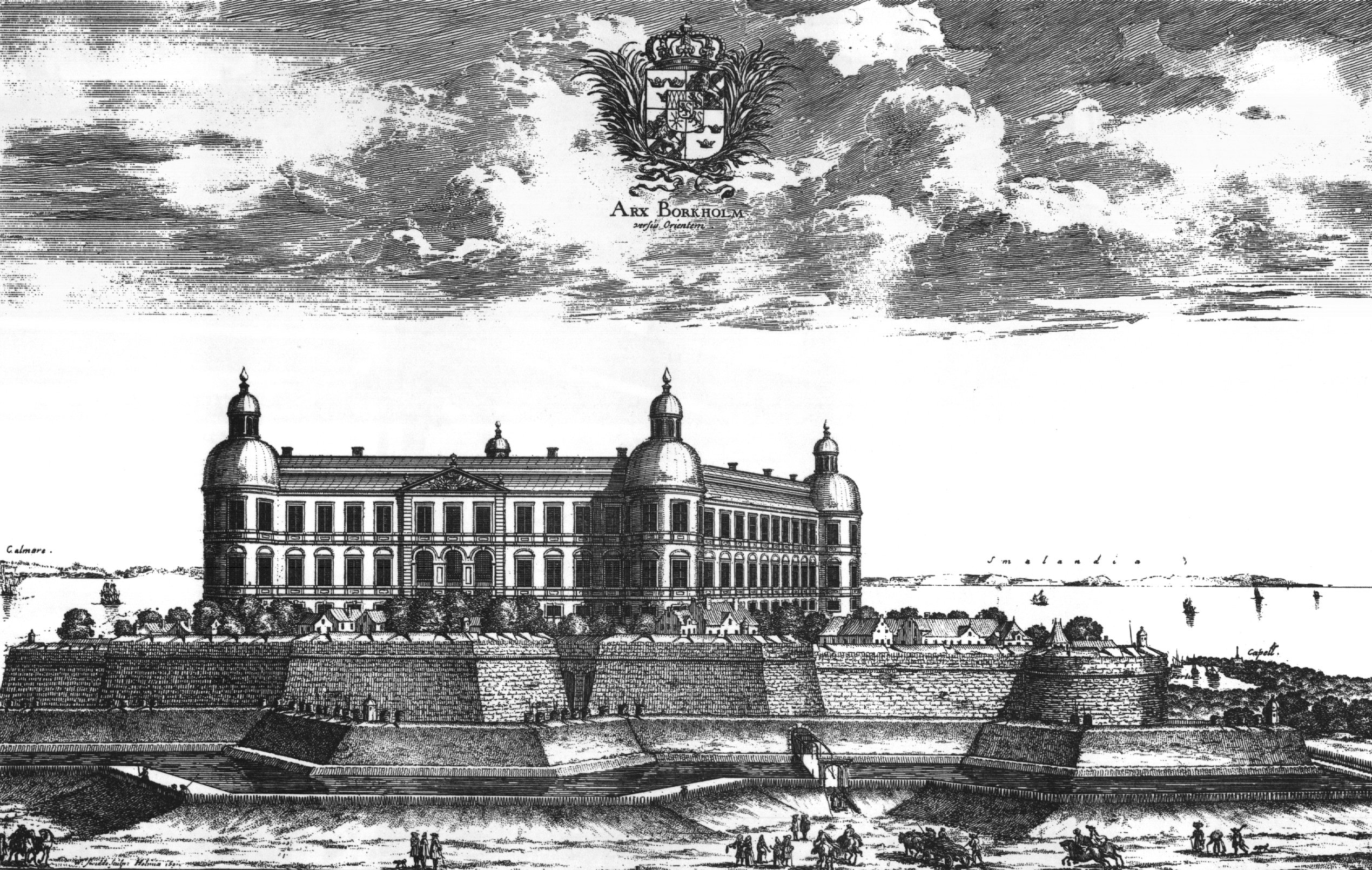
Боргхольмский замок в 1691 году, в «Suecia antiqua et hodierna»
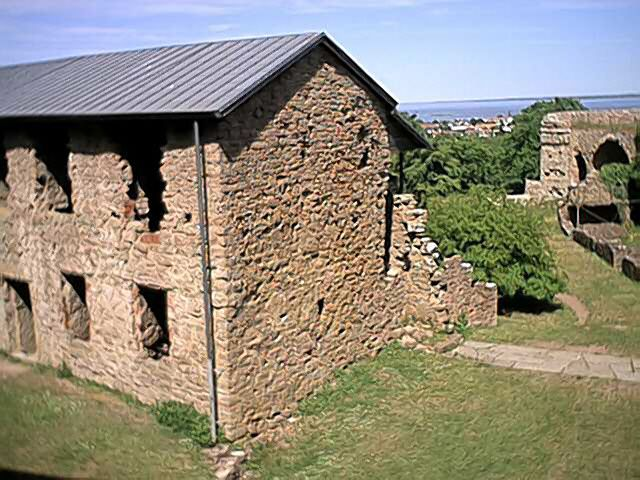
Руины Боргхольмского замка сегодня
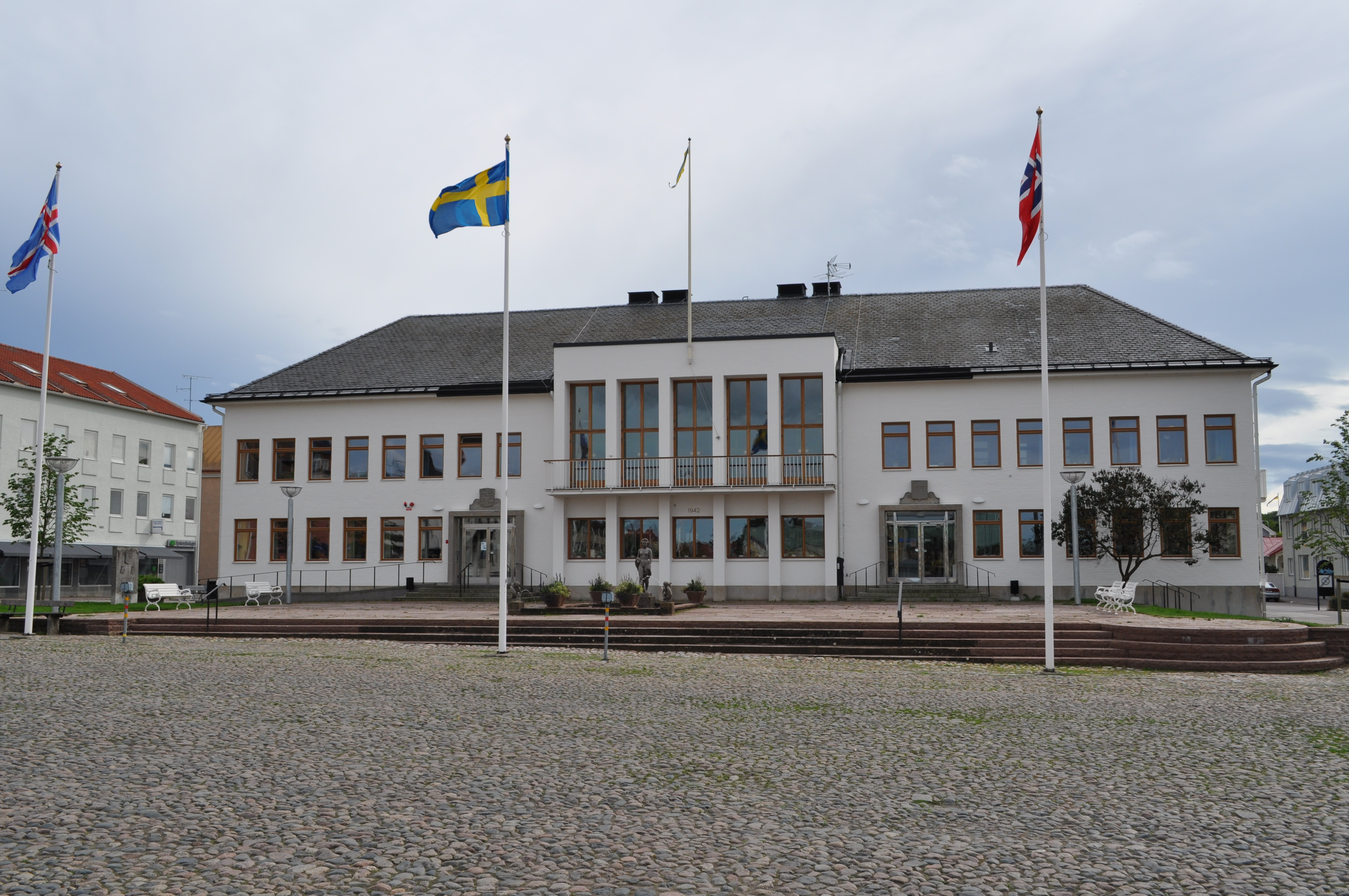
Муниципалитет